# Smells Like Teen Spirit
Smells Like Teen Spirit је песма америчког гранџ бенда Nirvana. Издата је као сингл са албума Nevermind. Често се говори да су управо овом песмом привукли пажњу тинејџера у то време.

## Текст
Оригинални почетак песме је био Load up on drugs, kill your friends међутим због ТВ станица почетак су морали променити у Load up on guns, bring your friends.
У интервјуу обављеном на дан када је Nevermind издат Кобејн је рекао да је песма о његовим пријатељима: „Још увек се осећамо као да смо тинејџери јер не следимо смернице онога што се од нас очекује да будемо”. МТВ је направио и верзију спота која је укључивала текст који се провлачи на дну екрана.

## Музички спот
Музички видео приказује чланове групе како свирају у фискултурној сали пред публиком, коју чине ученици, и навијачицама које носе црне хаљине са анархистичким симболом.